# Монако на Светском првенству у атлетици на отвореном 2017.
Монако је учествовао на Светском првенству у атлетици на отвореном 2017. одржаном у Лондону од 4. до 13. августа. Ово је било дванаесто учешће Монака на Светским првенствима на отвореном. Репрезентацију Монака представљала је једна атлетичарка која се такмичила у трчању на 100 метара.,.
На овом првенству Монако није освојило ниједну медаљу, нити је постигнут неки рекорд.

## Резултати

### Жене
| Атлетичарка       | Дисциплина | Лични рекорд | Квалификације | Квалификације | Полуфинале            | Полуфинале            | Финале                | Финале        | Детаљи |
| Атлетичарка       | Дисциплина | Лични рекорд | Резултат      | Место         | Резултат              | Место                 | Резултат              | Место         | Детаљи |
| ----------------- | ---------- | ------------ | ------------- | ------------- | --------------------- | --------------------- | --------------------- | ------------- | ------ |
| Мари-Шарлот Гасто | 100 м      | 13,14        | 13,52         | 8. у гр. 3    | Није се квалификовала | Није се квалификовала | Није се квалификовала | 46. / 46 (47) |        |